# François Demelle
François Demelle [Demesle, De Melle], maître écrivain français actif au début du XVIIe siècle.

## Biographie
Il fut reçu maître en 1602, et fut également Secrétaire du Gouverneur de Péronne. Il se spécialisa dans la « vérification », c'est-à-dire dans l'expertise en écritures, et fut le premier à tenter de fonder ce savoir-faire sur des bases objectives, conscient que la vie des accusés pouvait dépendre de ses conclusions. Dans l'ouvrage qu'il publia en 1604, il revendiquait d'ailleurs de garder pour lui une partie de son savoir-faire, « son desseing n'étant pas de découvrir et donner invention à ceux qui ne connaissent rien en fausseté, mais bien de donner les moyens de convaincre les auteurs d'icelles ».

## Œuvres

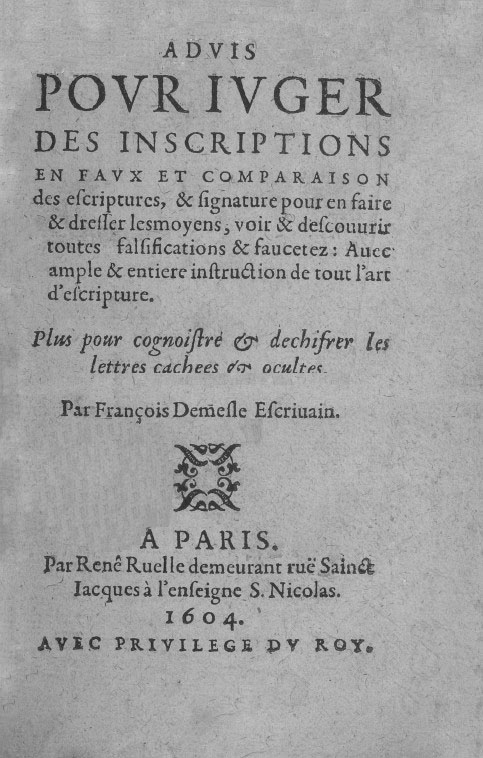
Page de titre de l' Advis de François Demelle.

- Advis pour juger des inscriptions en faux et comparaison des escritures et signatures, pour en faire et dresser les moyens, veoir et descouvrir toutes falsifications et faulsetez, plus pour cognoistre et deschifrer les lettres cachées et occultes..., Paris, René Ruelle, 1604, 8°, XVI-96 p. (Paris BNF : F-27625, VZ-2212). Numérisé sur Gallica.

Dédié à Nosseigneurs du Parlement de Paris.
- Advis pour juger des inscriptions en faux et comparaison des escritures et signatures, plus pour cognoistre et deschiffrer les lettres cachées et occultes, Paris, René Ruelle, 1609, 32° (Paris BNF : F-25415).
- Avis pour juger des inscriptions en faux et comparaison d'escritures, plus pour cognoistre et deschiffrer les lettres cachées et occultes, Paris, jouxte la copie de Ruelle, 1609, 12° (Paris Ars. : 8-J-5064 et 5064).